# Terra Cimmeria

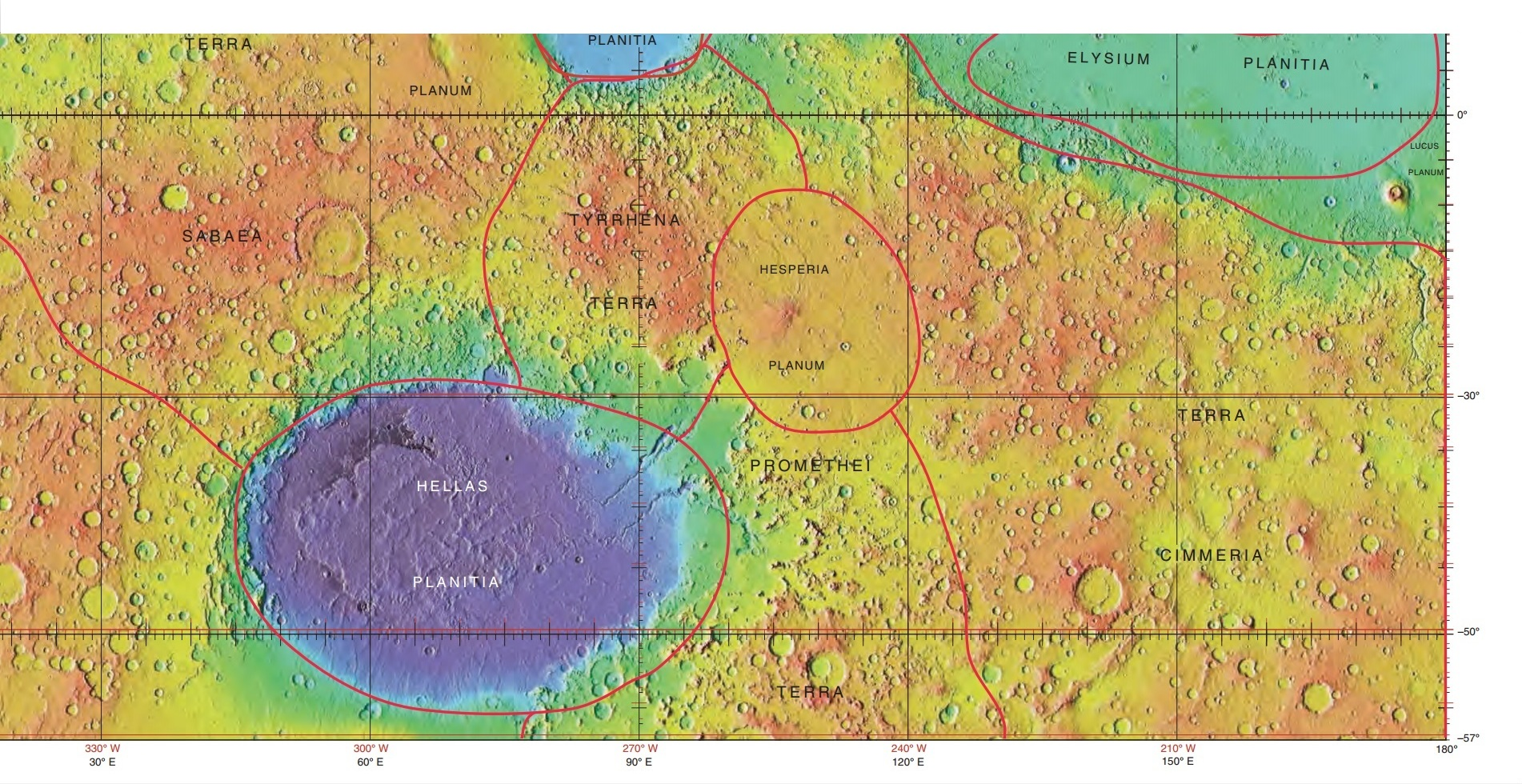
Mapa MOLA que mostra Terra Cimmeria i altres regions properes.

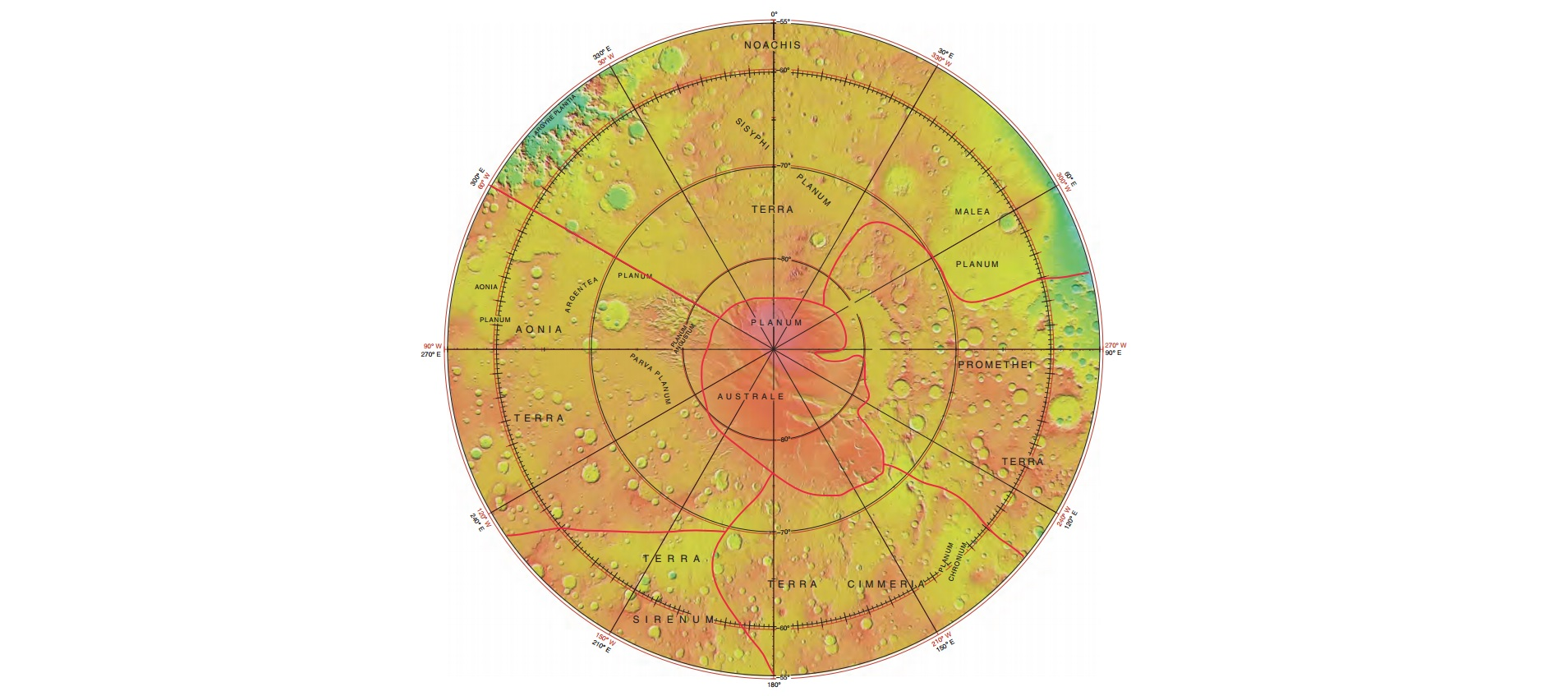
Mapa MOLA que mostra Terra Cimmeria prop del pol sud i altres regions.

Terra Cimmeria és una vasta regió de la superfície marciana, centrada al voltant de les coordenades 32.68º S, 147.75º E, cobrint una longitud de 5.400 km en el seu extrem més llarg. Terra Cimmeria és una part de la regió altament poblada de cràters de l'hemisferi austral del planeta.